# René Lorin
Pour les articles homonymes, voir Lorin.
René Lorin, né le 24 mars 1877 à Paris et mort le 16 janvier 1933 à Paris, est un ingénieur français. Diplômé de l'École centrale des arts et manufactures en 1901, sa carrière professionnelle se déroula à la Compagnie générale des omnibus, ancêtre de la RATP. Il fut le premier à imaginer, dès 1908, la propulsion d'un aéronef au moyen d'un moteur à réaction.

## Idées

### Propulsion par réaction
René Lorin a été le premier à envisager la propulsion d'un aéronef au moyen d'un moteur à réaction. Il a déposé un brevet en 1908, un an avant la traversée de la Manche par Louis Blériot, et plus de trente ans avant que les Allemands et les Britanniques fassent voler les premiers avions propulsés par des turboréacteurs, en 1939.

Son brevet est décrit ainsi : 

« Brevet sur la propulsion d'un avion par la réaction des gaz d'échappement d'un moteur à explosion, prévoyant ainsi nettement la propulsion par la vitesse [...] Pas plus qu'une voiture ne marche, que le bateau nage, l'aéroplane ne doit voler. C'est un projectile stabilisé par la vitesse. »

« Autant l'air est, à l'échelle de l'homme, un point d'appui fugitif et décevant lorsqu'il est utilisé à un état voisin de l'état statique, autant ce point d'appui est immuable et sûr quand il est attaqué avec une vitesse suffisante ; et le glissement sur l'air d'une surface portant 300 kg par m² peut être assimilé, au point de vue de la stabilité, au roulement d'une roue sur un rail d'acier. »

### Statoréacteur
En 1913, il publie dans la revue L'Aérophile un article décrivant le principe d'un propulseur, qu’on appellera plus tard statoréacteur, après avoir présenté son invention dès 1910 dans la même revue.
L’invention du statoréacteur arrivait cependant trop tôt, car aucun avion n'était alors capable d'atteindre la vitesse nécessaire à son fonctionnement. Lorin ne put donc mener son idée à un stade concret et il faudra attendre 1949, seize ans après sa mort, pour voir voler le premier avion équipé d'un tel moteur, grâce aux travaux de René Leduc.

### Bombe volante
En 1918, Lorin propose la construction d'un engin téléguidé capable de bombarder Berlin : un projectile pouvant emporter 200 kg d'explosif lancé à partir d'une rampe et à même d'atteindre 500 km/h. Ironie de l'histoire, ce sont les Allemands qui, pendant la Seconde Guerre mondiale et sur cette même idée, fabriqueront le V1, effectivement catapulté sur une rampe et atteignant les 600 km/h, pour bombarder Londres. Néanmoins, il existe au moins deux différences par rapport au projet de René Lorin : le V1 n'était pas téléguidé et n'était pas équipé d'un statoréacteur mais d'un pulsoréacteur.

## Publications

### Livre
- L’Air et la Vitesse, vues nouvelles sur l’aviation, préface de Georges Besançon, Librairie aéronautique, Paris, 1919 ; texte sur wikisource.

### Articles
René Lorin a publié les articles et notes suivants dans la revue « L'Aérophile », entre 1907 et 1928.
1907
- Note sur la propulsion des véhicules aériens, novembre ; p. 321-322 ;

1908
- Étude sur la propulsion des aéroplanes à grande vitesse, 1er mars ; p. 83-84 ;
- Le Propulseur à échappement et l’aéroplane à grande vitesse, 1er septembre ; p. 332-333-334-335-336 ;
- Propulseurs à réaction ou hélices ? [2], 1er septembre ; p. 347.

1909
- L’Air et la Vitesse, 15 mai ; p. 222-p. 223 ;
- La Propulsion à grande vitesse des véhicules aériens, étude d’un propulseur à réaction directe, 15 octobre ; p. 463-464-465.

1910
- Une application de la propulsion par réaction directe : la torpille aérienne, 15 février ; p. 84-85-86 ;
- Propulsion par réaction directe et son application à l’aviation. Nouvelles considérations, 15 juillet ; p. 322-323-324.

1911
- La Sécurité par la vitesse : L’Échelle. — La Construction. — La Stabilité. — L’Essor. — L’Atterrissage. — Les Routes aériennes, 1er janvier ; p. 16-17-18.
- La Sécurité par la vitesse (suite) : L’Aéroplane d’acier, 1er septembre ; p. 409.-410-411-412.

1912
- La Sécurité par la vitesse (2e suite) : Le Rail d’air, 1er juin ; p. 252.
- La Sécurité par la vitesse [(3e suite)] : L’Amortissement à l’atterrissage, 15 septembre ; p. 420-421-422.

1913
- De la turbine à gaz au propulseur à réaction, 15 mai ; p. 229-230.
- Une expérience simple relative au propulseur à réaction directe, 15 novembre ; p. 514.

1914
- Les Freins de l’air, 15 avril ; p. 172-p. 173-p. 174.

1917
- À propos d’un atterrissage de l’aviateur Guynemer, janvier ; p. 28-29.
- Nouvelle étude sur l’atterrissage de l’avion rapide, septembre ; p. 308-309-310.
- L’Atterrissage piqué (objections et réfutations), décembre ; p. 409-410

1918
- Commentaire sur la note de M. Roux [« Essor et Atterrissage »], février ; p. 44-45
- De Paris pourrait-on bombarder Berlin ?, mai, p. 140

1919
- À propos de « L’Air et la Vitesse », juin ; p. 173-174.

1928
- À propos de l’auto-fusée, juin ; p. 168.

## Reconnaissance

### Octave Chanute
En 1908, Octave Chanute a écrit à René Lorin : « Je vous remercie vivement de l’envoi de votre brevet que j’ai étudié attentivement ; je suis disposé à faire des expériences de moteur à réaction. »

### Général Crocco
Le général Crocco, président de l’Académie royale italienne, a écrit : « La haute personnalité de René Lorin était universellement appréciée, soit par ses qualités de cœur et de caractère, et gardera une place à part dans la mémoire de tous les amis de la science et de l’humanité. »

### René Leduc

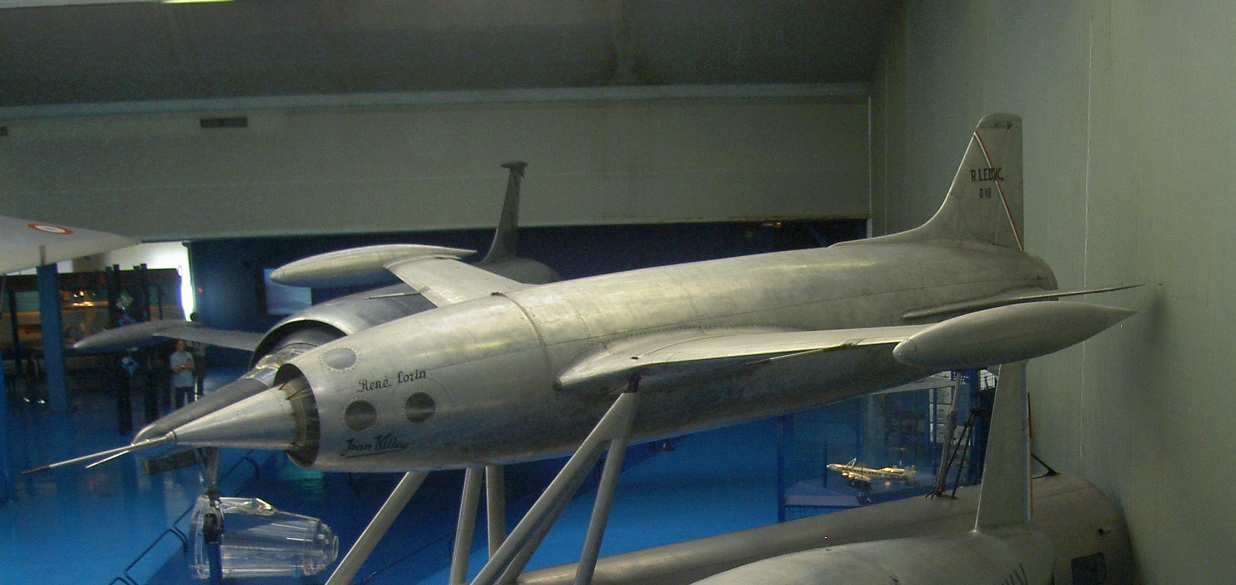
l'avion Leduc 010-03
dédié à René Lorin
exposé au Musée de l'Air et de l'Espace (Le Bourget)

Le constructeur d’avions René Leduc a reconnu le caractère précurseur des idées de René Lorin, notamment dans une lettre qu'il a adressée au Secrétaire Général Technique de l’Aéronautique, dont voici le début.
Le Vésinet, 3 novembre 1933.
René Leduc, 3 Avenue Gabriel Dupont, Le Vésinet (Seine & Oise)
à Monsieur Villey, Secrétaire Général Technique de l’Aéronautique
Monsieur,
Ayant utilisé les loisirs que j’ai actuellement à faire des recherches sur les thermo-propulseurs que je vous ai proposés, quelle n’a pas été ma stupéfaction de m’apercevoir qu’en 1913 il y a vingt ans, un précurseur de génie, René Lorin, avait préconisé très clairement dans "L'Aérophile" le système thermo-propulseur sans source froide. En 1907, on volait à peine, il proposait déjà un système à réaction utilisant l’échappement d’un moteur.
Retrouvant le nom de Monsieur René Lorin dans la liste des membres de l’Aéro-Club, et voulant réparer ce qui pouvait passer pour une incorrection grave de ma part, je décidai de lui faire une visite ; mais j’eus la douloureuse surprise d’apprendre qu’il était mort au début de cette année.
Je m’excuse de n’avoir pas connu plus tôt les idées de Monsieur Lorin, qui, pendant vingt cinq ans, dans "L'Aérophile" a combattu pour la propulsion par réaction. On est tourné uniquement vers l’avenir et on oublie que le passé le porte bien souvent en germe. D’autre part, au moment où je me suis occupé de ces études, j’ai pensé que si une antériorité existait, elle serait signalée par certains auteurs qui passent, en France, pour des spécialistes de ces questions thermo-aérodynamiques. Il est à peine croyable qu’un Français ait été aussi méconnu.
Je me fais un devoir de vous faire parvenir les copies des lettres écrites par le général Croco. Ces lettres m’ont été aimablement communiquées par Madame Lorin ; elles montrent dans quelle haute estime Monsieur René Lorin était tenu en Italie, particulièrement par ceux qui sont tournés vers l’avenir c’est-à-dire vers la vitesse.
Que devient mon brevet de principe ? Vous savez, Monsieur, que j’ai été amené à l’idée du thermo-propulseur sans source froide en partant de l’idée de transformer la […]

## Pour approfondir